# La Colorada (Sonora)
La Colorada es una villa mexicana localizada en el centro del estado de Sonora en la zona del desierto de Sonora. Es cabecera municipal del municipio de La Colorada, y la segunda localidad más habitada de éste, sólo por debajo del pueblo de Tecoripa. Según datos del Censo de Población y Vivienda realizado en 2020 por el Instituto Nacional de Estadística y Geografía (INEGI),  La Colorada tiene un total de 394 habitantes, siendo una de las cabeceras menos pobladas del estado.
Fue fundada en 1740 por misioneros jesuitas europeos cuando se descubrió un yacimiento de minerales en la zona y se instalaron varias minas de oro. En el siglo XIX fue el centro minero más importante y el quinto lugar más habitado del estado.

## Historia
La Colorada fue fundada como un mineral (población minera que también se le nombraba como Real de Minas) junto a Minas Prietas en el año de 1740 después de que los exploradores europeos y misioneros jesuitas descubrieron yacimientos de minerales en el lugar.
Vetas y mantos mineralizados fueron explotados por varios años por el sistema de arrastras y amalgación en los Reales de Minas de La Placita, Candelaria del Aigame y Zubiate con gran éxito; posteriormente y hasta 1790 quedaron suspendidos los trabajos, esto debido a las constantes ataques de las diversas tribus indígenas que asolaban la región, ya que los indígenas y los criollos competían por controlar esa área desde que fue descubierta su riqueza de minerales.
En el año de 1880 se consolidó un corredor de ferrocarril conectando a la villa con otras ciudades importantes del estado, ligando a Estación Torres y después a Hermosillo, con 34 km de longitud en total. En esa época, esta zona era la más importante de Sonora, La Colorada entonces era la quinta localidad más habitada del estado.
El 26 de junio de 1889 se creó el municipio de Minas Prietas y la villa formó parte de este. El 7 de julio de 1934 se trasladaron los poderes municipales a La Colorada, nombrándola nueva cabecera municipal.
En 1895 una nueva compañía minera organizada en Londres, Inglaterra por Charles Butters llamada London Exploration, compró la gran central, Las Animas, La Verde, aplicando el sistema de cianuración para el beneficio de minerales, por primera ocasión en México, extrayendo mensualmente desde 124 hasta 155 kilogramos de oro, equivalente a 4,000 y 5,000 onzas.  
El 22 de julio de 1899 se erigió el municipio de Minas Prietas, y el 6 de diciembre de 1906 se modificó y se cambió la cabecera a la villa de La Colorada, gracias la mejoramiento de este lugar en varios aspectos como el de desarrollo social y laboral. Por lo que la antigua cabecera, Minas Prietas, pasó a ser una comisaría. En 1930 se suprimió el municipio y se agregó al de Hermosillo por cambios en los parámetros para la erección de municipios, en 1931 se creó el municipio de Villa de Seris y este territorio lo conformó también, para finalmente en 1934 rehabilitarse como municipio independiente y mantenerse así actualmente. 

## Geografía
Véase también: Geografía del municipio de La Colorada.
La villa de La Colorada se encuentra en el centro del estado de Sonora en el noroeste del país, en la región del Desierto de Sonora sobre las coordenadas geográficas 28°48'14.191'' de latitud norte y 110°34'46.55'' de longitud oeste del meridiano de Greenwich, a una elevación media de 435 metros sobre el nivel del mar. Se sitúa en el territorio centro de su municipio el cual colina al norte con los municipios de Hermosillo y de Mazatán, al noreste con el de Villa Pesqueira, al este con los municipios de Soyopa y de San Javier, al sureste con el de Suaqui Grande y al sur con el de Guaymas.

### Clima
| Parámetros climáticos promedio de La Colorada, Sonora (1951-2010)                | Parámetros climáticos promedio de La Colorada, Sonora (1951-2010) | Parámetros climáticos promedio de La Colorada, Sonora (1951-2010) | Parámetros climáticos promedio de La Colorada, Sonora (1951-2010) | Parámetros climáticos promedio de La Colorada, Sonora (1951-2010) | Parámetros climáticos promedio de La Colorada, Sonora (1951-2010) | Parámetros climáticos promedio de La Colorada, Sonora (1951-2010) | Parámetros climáticos promedio de La Colorada, Sonora (1951-2010) | Parámetros climáticos promedio de La Colorada, Sonora (1951-2010) | Parámetros climáticos promedio de La Colorada, Sonora (1951-2010) | Parámetros climáticos promedio de La Colorada, Sonora (1951-2010) | Parámetros climáticos promedio de La Colorada, Sonora (1951-2010) | Parámetros climáticos promedio de La Colorada, Sonora (1951-2010) | Parámetros climáticos promedio de La Colorada, Sonora (1951-2010) |
| Mes                                                                              | Ene.                                                              | Feb.                                                              | Mar.                                                              | Abr.                                                              | May.                                                              | Jun.                                                              | Jul.                                                              | Ago.                                                              | Sep.                                                              | Oct.                                                              | Nov.                                                              | Dic.                                                              | Anual                                                             |
| -------------------------------------------------------------------------------- | ----------------------------------------------------------------- | ----------------------------------------------------------------- | ----------------------------------------------------------------- | ----------------------------------------------------------------- | ----------------------------------------------------------------- | ----------------------------------------------------------------- | ----------------------------------------------------------------- | ----------------------------------------------------------------- | ----------------------------------------------------------------- | ----------------------------------------------------------------- | ----------------------------------------------------------------- | ----------------------------------------------------------------- | ----------------------------------------------------------------- |
| Temp. máx. abs. (°C)                                                             | 33.0                                                              | 35.0                                                              | 39.0                                                              | 39.0                                                              | 42.0                                                              | 48.0                                                              | 45.0                                                              | 44.0                                                              | 42.0                                                              | 41.0                                                              | 39.0                                                              | 34.0                                                              | 48.0                                                              |
| Temp. máx. media (°C)                                                            | 20.4                                                              | 22.3                                                              | 24.4                                                              | 28.2                                                              | 31.7                                                              | 35.6                                                              | 34.6                                                              | 33.7                                                              | 32.9                                                              | 30.1                                                              | 24.9                                                              | 21.0                                                              | 28.3                                                              |
| Temp. media (°C)                                                                 | 13.2                                                              | 14.6                                                              | 16.3                                                              | 19.4                                                              | 22.9                                                              | 27.1                                                              | 28.1                                                              | 27.1                                                              | 26.2                                                              | 22.5                                                              | 17.1                                                              | 13.6                                                              | 20.7                                                              |
| Temp. mín. media (°C)                                                            | 5.9                                                               | 6.8                                                               | 8.1                                                               | 10.7                                                              | 14.2                                                              | 18.6                                                              | 21.6                                                              | 20.6                                                              | 19.4                                                              | 14.9                                                              | 9.2                                                               | 6.3                                                               | 13.0                                                              |
| Temp. mín. abs. (°C)                                                             | -9.0                                                              | -6.0                                                              | -5.0                                                              | 0.0                                                               | 2.0                                                               | 5.0                                                               | 12.0                                                              | 10.0                                                              | 7.0                                                               | 4.0                                                               | -4.0                                                              | -5.0                                                              | -9.0                                                              |
| Precipitación total (mm)                                                         | 19.6                                                              | 12.9                                                              | 8.7                                                               | 2.2                                                               | 3.1                                                               | 9.6                                                               | 104.1                                                             | 87.5                                                              | 51.5                                                              | 10.7                                                              | 10.9                                                              | 24.2                                                              | 345.0                                                             |
| Días de precipitaciones (≥ 0.1 mm)                                               | 2.0                                                               | 1.5                                                               | 1.0                                                               | 0.5                                                               | 0.3                                                               | 1.0                                                               | 8.9                                                               | 7.2                                                               | 4.4                                                               | 1.4                                                               | 1.4                                                               | 2.5                                                               | 32.1                                                              |
| Fuente: Servicio Meteorológico Nacional. Actualizado el 21 de noviembre de 2016. |                                                                   |                                                                   |                                                                   |                                                                   |                                                                   |                                                                   |                                                                   |                                                                   |                                                                   |                                                                   |                                                                   |                                                                   |                                                                   |

## Demografía
De acuerdo a los datos del Censo de Población y Vivienda realizado en 2020 realizado por el Instituto Nacional de Estadística y Geografía (INEGI), la villa tiene un total de 394 habitantes, de los cuales 194 son hombres y 200 son mujeres. En 2020 había 216 viviendas, pero de estas 126 viviendas estaban habitadas, de las cuales 36 estaban bajo el cargo de una mujer. Del total de los habitantes, 3 personas mayores de 3 años (0.76% del total) habla alguna lengua indígena; mientras que sólo 1 habitante (0.25%) se considera afromexicano o afrodescendiente.
El 94.92% de sus pobladores pertenece a la religión católica, el 1.02% es cristiano evangélico/protestante o de alguna variante, mientras que el 3.81% no profesa ninguna religión.

### Educación y salud
Según el Censo de Población y Vivienda de 2020; 2 niños de entre 6 y 11 años (0.51% del total), 3 adolescentes de entre 12 y 14 años (0.76%), 13 adolescentes de entre 15 y 17 años (3.3%) y 6 jóvenes de entre 18 y 24 años (1.52%) no asisten a ninguna institución educativa. 3 habitantes de 15 años o más (0.76%) son analfabetas, 2 habitantes de 15 años o más (0.51%) no tienen ningún grado de escolaridad, 56 personas de 15 años o más (14.21%) lograron estudiar la primaria pero no la culminaron, 11 personas de 15 años o más (2.79%) iniciaron la secundaria sin terminarla, teniendo la villa un grado de escolaridad de 8.66.
La cantidad de población que no está afiliada a un servicio de salud es de 42 personas, es decir, el 10.66% del total, de lo contrario el 89.34% sí cuenta con un seguro médico ya sea público o privado. Con datos del mismo censo, 33 personas (8.38%) tienen alguna discapacidad o límite motriz para realizar sus actividades diarias, mientras que 2 habitantes (0.51%) poseen algún problema o condición mental.

## Gobierno
El municipio de La Colorada está representado a nivel federal por el IV Distrito Electoral Federal de Sonora de la Cámara de Diputados del Congreso de la Unión de México, con sede en la ciudad de Guaymas. Y por el XVIII Distrito electoral de Sonora, con sede en Cajeme.

## Personas destacadas
- Manuel María Gándara (1801-1878), gobernador de Sonora, nacido en el Mineral de Aigame.
- Julián S. González, escritor y diputado federal.
- Juan Cabral (1899-1936), intelectual.
- Emma Arvizu (1917-1989) actriz
- Nabor Flores Garcia, famoso maquinista de la vía del ferrocarril Sonora-Baja California.